# Костренчич, Златко
Златко Костренчич (хорв. Zlatko Kostrenčić; 1915 — 1991) — югославский инженер и автор учебников. Один из пионеров экспериментальной механики в Хорватии.

## Биография
Златко Костренчич родился в Загребе в семье юриста и учительницы. Получив начальное образование, он поступил на инженерное отделение Технического факультета Загребского университета, учёбу на котором он окончил в 1939 году. На протяжении шести лет после выпуска из университета, Костренчич проработал в инженерной компании «Ing. M. Crnić», после чего он присоединился к команде инженерного отдела Министерства промышленности Народной республики Хорватии. Параллельно с этим, Констренчич вернулся в стены родного университета, где начал строить карьеру учёного. Именно в качестве доцента Технического факультета Загребского университета, он в 1957 году отправился в Судан для того, чтобы на два учебных года занять должность преподавателя в Хартумском университете. Вернувшись в Загреб в 1959 году, Костренчич получил звание профессора Загребского университета, в качестве которого в том же году он возглавил университетский институт испытания материалов и конструкций. Изучению свойств различных материалов Златко Констренчич посвятил следующую четверть века, проводя лекции в университете, публикуя свои изыскания в хорватских научных журналах и издавая учебники по этой теме. В 1985 году он ушёл на пенсию, через год получив от правительства награду за прижизненные заслуги.